# 세계선
물리학에서 세계선(世界線, worldline)은 점입자가 시간에 따라 움직이면서 남기는 시공간 속의 궤적으로, 러시아 태생인 독일 물리학자 헤르만 민코프스키가 도입하여 상대성 이론에서 중요한 역할을 한다. 이때 공간좌표와 시간좌표를 같이 나타내는 것을 세계점(world point)이라고 하며 이러한 세계점이 그리는 궤적을 세계선이라고 부른다.

## 세계선이 나타나는 곳

### 민코프스키 도표
공간과 시간 개념은 여러 면에서 본질적으로 차이가 있다. 과거로 돌아가 간섭할 수도 없고, 접근할 수 없기는 미래도 마찬가지다.
현실에서 우리 존재는 과거와 미래 사이의 덧없는 접점, 즉 현재에 갇혀 있다. 공간에 있는 우리는 주어진 시간에 오직 한 곳에만 있을 수 있지만, 그럼에도 한 곳에서 다른 곳으로 장소를 옮기거나 어떤 특정한 지점에 머무르는 선택을 할 수 있다. 시간은 시계로 측정되는 반면 공간은 미터자로 측정되는데, 이 두 가지 도구는 완전히 다른 종류다. 그렇다고 해서 이러한 사실들이 공간과 시간 개념을 공간과 시간의 축으로 나타내는 지도인 단순한 그림으로 표현할 수 없게 하는 것은 아니다. 그것을 나타낸 것이 바로 민코프스키 도표(Minkowski diagram)이다. 이것은 세계가 아니라 세계에서 일어나고 있는 일에 대한 일종의 개념지도다.

### 빛원뿔

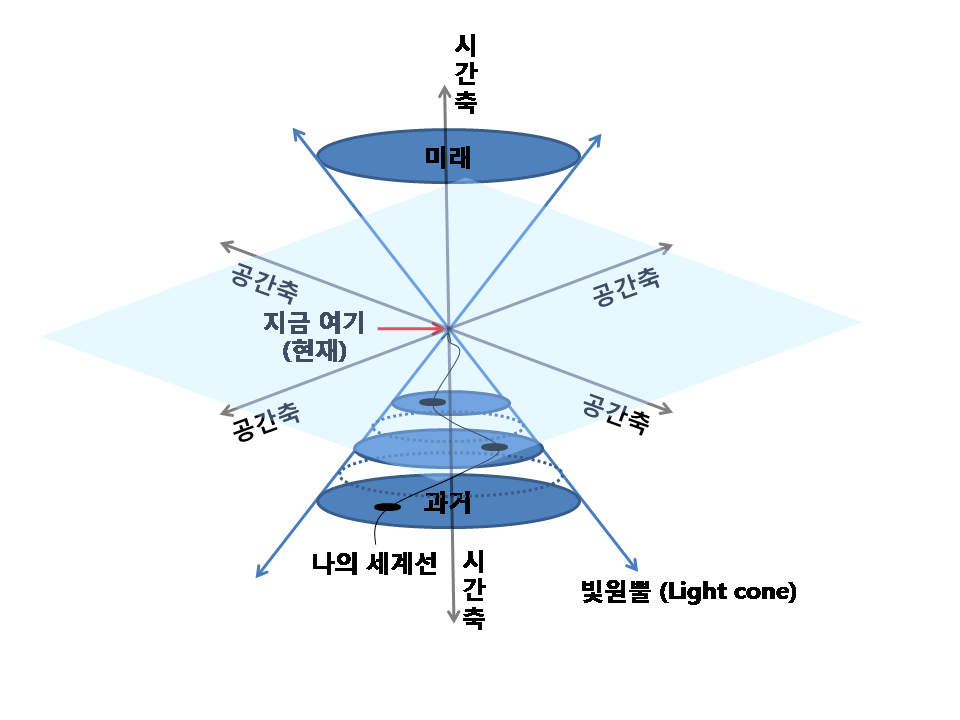
빛원뿔

빛원뿔(light cone) 혹은 광원뿔은 민코프스키 공간에서 원점에서 나오는 빛이 만드는 곡면을 말한다. X축과 Y축에 해당하는 것은 3차원 공간이 되고 Z축이 시간에 해당한다. 따라서 아래의 원뿔은 과거의 시공간이고 위의 원뿔은 미래의 시공간에 해당하고 두 원뿔이 만나는 한 점은 현재가 된다. 이 원뿔에서의 모선(母線)은 빛의 속도 C에 해당하고 따라서 이 빛원뿔 밖의 공간은 빛의 속도 C를 넘어야만 접할 수 있는 시공간이다. 특수 상대성 이론에서 로런츠 변환에 의해서 보통의 시공간 방향은 서로 다른 시공간 방향으로 변환되는데 빛원뿔에서 모든 빛의 방향은 변환시킬 수 있으므로 빛원뿔은 공간 내에서 변하지 않는다. 즉 모든 빛의 방향은 자신의 빛원뿔상에서 이동할 수 있다. 이는 민코프스키 공간의 특유한 성질이다.

## 다양한 세계선과 그 의미

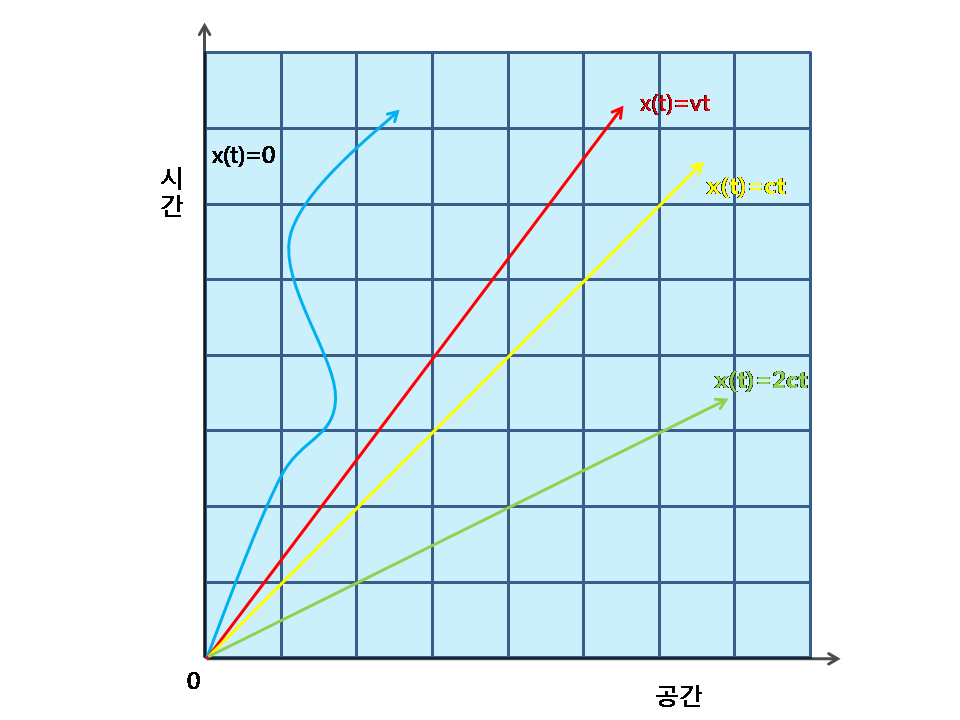
다양한 세계선

시공을 통한 경로에 대해 논의할 때는 세계선이라 부르는 게 관례이다. 오른쪽 그림의 다양한 세계선들 모두 원점(origin)으로 불리는 x = 0으로 표시된 점의 시간 0에서 시작한다. (이 점에 심오한 의미는 없으며, 임의적으로 선택된 기준점이다.)
먼저 시간 축과 일치하는 검은 화살표는 그저 누군가 혹은 무언가가 x = 0 에 앉아 쉬고 있으며 영원히 움직이지 않고 머물러있음을 묘사한다. 노란 화살표는 잘 알려진 빛의 파동, 즉 광자의 세계선이다. 다른 직선들은 다른 속도로 일정하게 움직이는 물체들에 해당한다. 여기서 속도가 일정한 까닭은 물체가 여행한 거리가 여행해왔던 시간에 항상 비례하기 때문이다. 붉은 화살표는 V = 3/4c 와 같은 속도 v로 여행하는 누군가일 수 있는데, 왜냐하면 주어진 시간에 그는 빛의 파동이 동일한 시간 동안 간 거리의 3/4만큼 여행했기 때문이다.
이것은 t = 4에서 특히 명백하다. 이때는 적색 여행자가 세 단위의 거리를 움직이고 빛의 파동은 네 단위의 거리를 여행한 시점이다. 동일한 논리로, 녹색 여행자('유령'이라고 불리는)는 광속의 두 배로 여행하고 있어야 한다고 결론 내릴 수 있다. 파동치는 하늘색 세계선도 있다. 이것은 다양한 속도로 여기저기 움직이는 여행자를 묘사한다. 즉 이 여행자는 그림에서 보는 것처럼 가속과 감속을 병행한다. 이 여행자는 각각 주어진 순간마다 바로 그 순간에 곡선의 접선(tangent)기울기로 결정되는 속도를 지닌다. 공간 축과 일치하는 화살표는 1초도 걸리지 않고 수십만 km를 여행하는 사람의 세계선을 나타낸 것과 같다. 그것은 무한대의 속도이다. 마지막으로 이 그림에는 표시되어 있지 않지만 만일 공간 축 아래로 내려가는 세계선이 있다면 이 여행자는 시간을 거슬러 나아가는 것처럼 보일 것이다. 그와 같은 여행을 한다면, 그 여행자는 과거의 자기 자신과 다시 만날 수 있을 것이다. 이처럼 세계선은 여행자의 운동 역사를 정확하게 설명해준다.
- 시간 꼴 간격(time-like interval)

{\displaystyle {\begin{aligned}\\c^{2}\Delta t^{2}&>\Delta r^{2}\\s^{2}&<0\\\end{aligned}}}
민코프스키 시공간에서 빛원뿔의 안쪽으로 빛보다 느린 모든 물체의 세계선이 이에 해당한다.
(이 그림에서는 시간 축과 일치하는 검은 세계선, 하늘색 세계선, 붉은색 세계선이 이에 해당한다.)
- light-like interval

 {\displaystyle {\begin{aligned}c^{2}\Delta t^{2}&=\Delta r^{2}\\s^{2}&=0\\\end{aligned}}}
빛과 같은 속도로 움직이는 모든 물체의 세계선이 해당한다. 빛도 해당된다.
(이 그림에서는 노란 세계선이 이에 해당한다.)
- 공간 꼴 간격(space-like interval)

{\displaystyle {\begin{aligned}\\c^{2}\Delta t^{2}&<\Delta r^{2}\\s^{2}&>0\\\end{aligned}}}
빛원뿔의 바깥쪽으로 빛보다 빠른 모든 물체의 세계선이 이에 해당한다. 이 시공은 원점, 곧 우리와 물리적인 신호로 연결되지 않는다. 따라서 인과관계로 연결되지 않으며, 아무런 연관을 맺을 수 없다. 이 시공은 '그밖의 다른 장소(elsewhere)라고도 불린다. (이 그림에서는 녹색 세계선과 공간 축과 일치하는 검은 세계선이 이에 해당한다.)

## 세계선으로 보는 입자의 충돌
한 입자의 세계선은 우리가 입자에 대해 알고 싶어하는 모든 것을 완벽하게 말해준다. 그것은 입자가 겪는 모든 사건, 즉 “순간마다 입자의 위치가 어디인가?”를 말해주는 것이다. 시공간의 관점에서 볼 때, 입자는 “점”이 아니라 일종의 곡선이 된다. A와 B라는 두 입자를 생각해보자. 각각의 입자는 시공간에서 그것이 차지하는 세계선으로 나타난다. 두 세계선이 한 점 P에서 만난다고 가정해보자. 이 상황을 물리적으로 어떻게 해석해야 할까? 물론 시공간 안에 있는 점 p는 사건을 나타낸다. 점 p의 가장 중요한 특징은 그것이 양쪽 세계선 위에 있다는 것이다. 이것은 p가 나타내는 사건이 입자A와 입자B 양쪽을 동시에 직접 경험한다는 뜻이고, 바꿔 말하면 양쪽 입자가 p라는 사건을 겪는 다는 의미가 된다. 우리는 이것을 두 입자의 물리적 충돌이라고 부른다. 세계선의 교차는 충돌에 해당한다. 두 입자의 세계선이 교차하지 않으면 그 입자들은 결코 충돌하지 않는 것이다.

## 같이 보기
- 쌍둥이 역설
- 세계면

## 참고 문헌
- 러커, 루디. 《루디 러커의 4차원여행》. 김동광과 과학세대 옮김. 세종서적.
- 게로치, 로버트. 《물리학 강의》. 김재영 옮김. 휴머니스트.
- 바이스, 산더르 (2008). 《특, 특수상대성이론: 아인슈타인 도해로 풀다》. 김혜원 옮김. 에코리브르. ISBN 9788962630039.